# Nadine Hanssen
Nadine Hanssen (Brunssum, 7 oktober 1993) is een Nederlands voetbalster die sinds 2012 uitkomt voor PSV/FC Eindhoven.

## Carrière
Hanssen speelde voor RKTSV uit Kerkrade alvorens zij in 2011 de overstap maakte naar VVV-Venlo om te gaan spelen in de Eredivisie voor vrouwen. In haar eerste jaar kwam ze niet in actie, omdat ze op een training haar kruisbanden scheurde. Na een jaar stapte ze over naar PSV/FC Eindhoven.Na een jaar stapte ze over naar FC Utrecht.

## Statistieken
| 2018-2019 | Aston Villa      | Engeland                     | Championship Women  | 30 | 4 |
| --------- | ---------------- | ---------------------------- | ------------------- | -- | - |
| 2011/12   | VVV-Venlo        | Nederland                    | Eredivisie          | 0  | 0 |
| 2012/13   | PSV/FC Eindhoven | Nederland                    | Women's BeNe League | 7  | 0 |
| 2013/14   | FC Utrecht       | Nederland                    | Women's BeNe League | 15 | 0 |
| 2018/19   | Aston Villa WFC  | Vlag van Verenigd Koninkrijk | WOC                 | 17 | 1 |
| 2019/20   | Aston Villa WFC  | Vlag van Verenigd Koninkrijk | WOC                 | 11 | 3 |
| Totaal    | Totaal           | Totaal                       | Totaal              | 50 | 4 |

Bijgewerkt: jul 2020